# Копер Маунтин (Колорадо)
Копер Маунтин (енгл. Copper Mountain) насељено је место без административног статуса у америчкој савезној држави Колорадо.

## Демографија
По попису из 2010. године број становника је 385.
| Група             | 2000.    | 2010.       |
| Белци             | 0 (0,0%) | 331 (86,0%) |
| Афроамериканци    | 0 (0,0%) | 13 (3,4%)   |
| Азијати           | 0 (0,0%) | 6 (1,6%)    |
| Хиспаноамериканци | 0 (0,0%) | 25 (6,5%)   |
| Укупно            | 0        | 385         |